# 朝日県立自然公園
朝日県立自然公園（あさひけんりつしぜんこうえん）は、富山県下新川郡朝日町にある県立自然公園。面積9,623ha（その他海域660ha）。1973年（昭和48年）3月13日指定。

## 概要
南東は中部山岳国立公園に隣接する。北アルプス朝日岳を源流とする北又川からヒスイ海岸までが含まれている。

## 地理

### 主な山岳
- 白鳥山
- 初雪山 - 平坦な山頂に広がる草原が特徴。
- 大地山

### 主な島
- 辺ノ島・中ノ島・沖ノ島

## 関連市町村
- 朝日町

## 参考
- 朝日町観光協会